# 일과 생활의 균형
일과 생활의 균형 또는 워크라이프 밸런스(work-life balance)는 개인의 업무와 사생활 간의 균형을 묘사하는 단어로 1970년대 후반 영국에서 처음 등장했다. 일과 삶의 균형은 일을 위해 할당된 시간과 삶의 다른 측면 사이에서 개인이 필요로 하는 균형을 묘사하는 데 사용되며, 일-생활 이외의 삶의 영역은 개인의 관심사, 가족, 사회/여가 활동에만 국한되지 않는다. 'Work-Life Balance'라는 용어는 1970년대 후반과 1980년대에 각각 영국과 미국에서 사용되었기 때문에 근래에 유래되었는데, 보다 최근에는 이 용어가 약간의 혼동을 초래하였다. 이는 스마트폰, e-메일, 비디오-대화 및 기타 기술 혁신을 통해 "5일 9시간 근무"를 하지 않고도 업무를 수행할 수 있게 된 최근의 기술 변화와 발전 때문이다. 또한 일과 생활의 균형을 업무를 끝마치고, 개인 생활을 할 수 있도록 업무와 개인 생활을 명확히 분리하는 것이라고 정의하기도 하였다.
참고로, 일과 생활의 접점은 'work-life interface'라고 한다.

## 배경
일과 생활의 균형에 한 논의는 Dubin(1956)의 자기심에 한 연구에서 출발한다고 볼 수 있다. Dubin은 산업근로자들을 대상으로 한 연구에서 응답자의 10% 정도가 일(work)에서의 사회적 관계가 중요하다고 한 반면, 90%의 사람들은 일이 아닌 곳에서 만난 사람들과의 관계가 더 중요하다고 응답하다고 한다. 이는 자기중심이 일보다는 개인 생활에 있다는 것을 나타낸다. 이후 이러한 개념이 더욱 발하여 개개인의 발달과정(life line)에서 가족의 상호작용을 연구하게 되었고, 개인이 삶을 살아가는 과정은 일(work), 가정(family), 여가(lesure)를 발달시키며 경험과 영향을 통합해 나가는 것으로 개념이 정립되어갔다.비슷한 시기인 1972년 국제 노동계 컨퍼런스(International labor relationsconference)에서 도입된 노동환경의 질(Quality of work life; 이하 QWL)의 개념에서 일과 생활의 조화 개념이 시작되었다고 주장하기도 한다. 미국의 자동차 노조와 제너럴모터스가 노동 혁신을 위해 처음으로 QWL 프로그램을 도입하면서 QWL이 주목받기 시작했다. Robin(1989)은 QWL을 ‘근로자의 욕구에 따라 근로자 자신의 삶을 설계할 수 있도록 돕기 위해 기업이 제공하는 프로그램과 전반적인 과정’으로 정의하였으며, Lawler & Ledford(1981)는 QWL을 작업조건과 근로자의 행복을 동일시하는 것으로 정의하였다. QWL은 근로자의 보상, 직업 안정성, 성장의 기회를 제공함으로써 근로자의 만족감을 지원하고 증대시키는 우호적인 노동 및 작업환경을 제공하기 위한 초석이 되었으며, 이 시기부터 근로자의 만족을 기업의 이윤을 위한 관점에서 고객 충성도와 기업 이윤 지지 요소로 인식하기 시작하였다.
한편, 1970년 후반 영국에서 근로자의 일과 생활 사이의 균형을 설명하기 위한 용어로 Work-Life Balance 개념이 등장하고, 1986년에 미국에서 본격으로 사용하기 시작하였다는 주장도 있다.
EU에서는 수년간 일과 가족부양의 균형을 달성하기 위해 근로자를 위한 여러 사회정책 발달을 시도해왔는데, 특히 영국은 ‘가족친화(family-friendly)’ 정책과 사회보장정책을 도입하여 법률과 제도 등을 지속으로 정비해 나가고 있다. 미국의 경우, 기업이 우수한 여성인력을 확보하기 위해 탁아소설치, 휴직 제도, 경제 지원 등의 지속인 노력을 주도적으로 해나가고 있다.
국외에서는 다양한 관점에서 일과 생활에 대한 논의가 시작된 반면, 국내에서는 일과 생활의 균형에 대한 관점을 일과 가정 중심에 두고 논의가 진행되었다.
근로기법, 남녀고용평등과 일-가정양립 지원법, 고용보험법을 근거로 하여, 정부주도의 모성보호 정책과 일-가정양립 지원정책이 시행되었다. 그러나 2004년부터 주 5일 근무제의 시행으로 개인 생활에 한 관심이 생겨나기 시작하고, 이러한 관심이 일과 생활의 균형에 대한 관점을 삶의 영역으로 확장될 수 있는 계기가 되었다. 2000년 반 이후부터는 기업의 주축인 핵심인력의 교체가 이루어졌고, 조직구조 또한 위계조직에서 수평 조직으로 바뀌게 되었다. 1960년 이후 산업화 시대를 이끌며 과업에 집했던 베이비 붐 세대가 물러나고, 일보다 개인의 삶을 중시하는 X, Y세가 새롭게 조직 구성원으로 자리 잡게 되었다.. 한편, 여성의 교육수준이 높아지면서 직장 생활을 하거나, 성장 및 자기개발 실현을 희망하는 여성들이 급속하게 증가하였다. 이러한 노동 시장 인구 구조의 변화는 결혼과 출산, 육아 문제를 국가와 기업 차원에서 해결해야할 중요한 과제로 인식하게 된 계기가 되었다.

## 일과 생활의 불균형
직장 생활 불균형과 연관된 특성으로는 성별, 근무 시간, 가족 특성 이 세가지가 있다.
성별 차이는 역할 정체성에 대한 뚜렷한 인식으로 인해 일과 생활 간의 불균형을 초래할 수 있다. 남성들은 가족을 위해 재정적인 지원을 제공하는 반면 여성들은 가정 생활을 우선시한다는 것이 입증되었다.
"근무조건의 변화, 시간외 근무 또는 야근"으로 인한 장시간 근무는 일과 가족 업무 간의 불균형을 초래할 수 있다. 직장에서 보내는 시간은 "일과 가족 간의 혼선과 가족과 일 사이에 대한 혼선과는 분명히 연관이 있지만 교차 교차 도메인 만족도와는 관련이 없다" 이는 주관적인 만족도의 결과일 수 있다. 장시간 근무는 개인에 따라 긍정적이거나 부정적으로 해석될 수 있다. 장시간 근무는 가족의 의무에 영향을 미치지만, 다른 한편으로, 이 행동에 수반되는 재정적인 이득은 가족의 의무에 미치는 영향을 부정한다.
가족 특성에는 미혼 고용주, 기혼자 또는 동거하는 고용주, 부모 동업 회사, 그리고 맞벌이 부모가 포함된다. 직장 생활 경험이 있는 부모들은 그들의 가족 의무나 요구 때문에 가족 만족도가 감소하였다. 이는 그들이 가족의 의무를 다 할 수 없기 때문이다. 게다가, 직장인 부모들은 가족 지향적인 활동을 중요시한다. 따라서, 장시간 근무는 가족의 의무를 충족시키기 위한 능력을 감소시키고, 그 대신에 가족 만족도를 감소시킨다. 결혼한 부부나 맞벌이 부부에게는 "가정에서 더 많은 시간과 노력을 필요로 할 뿐만 아니라 더 높은 수입과 더 높은 공감과 지원을 통해 감정적으로 끌어낼 수 있는 자원"인 것 같다.
불균형을 초래할 수 있는 이런 조정자들 외에도, 많은 사람들은 그들이 높은 사회적 인식을 즐기기 때문에 원치 않는 직업 스트레스에 노출된다. 이러한 측면은 또한 삶의 영역에서의 불균형의 원인이 될 수 있다. 그러나 기타 직업활동은 예를 들어 가정 및 정원작업에 대한 기여, 가족 구성원의 유지 및 지원이나 자원 봉사활동과 같은 미지급 노동력의 불균형을 초래할 수 있다. 이 모든 것들이 만성적인 시간 부족에 대한 인식에 기여한다. 납입 시간은 개인의 연령, 가구 내 아동의 연령과 수, 혼인 여부, 직업 및 고용 수준과 소득 수준에 따라 다르게 나타나는 압력을 유발한다. 시간의 강한 압력은 심리적 긴장을 증가시키고, 이는 다시 건강에 영향을 미친다. 심리적 긴장감은 또한 일의 복잡성, 책임의 증가, 장기 실존 보호 등에 의해 영향을 받는다. 언급된 스트레스는 장기적으로 되돌릴 수 없는 신체적 마모 징후와 인간의 심혈관 및 면역 체계에 부정적인 영향을 미칠 수 있다.

## 조건

### 개인의 환경
- 경제적 조건

개인의 경제 조건은 출퇴근 이동거리를 줄여 줄 수 있거나 생활을 윤택하게 하는 작용을 한다. 경제 조건은 가정을 전제로 하고 있으며 현실에서 겪는 어려움이 경제인 수단을 통해 좀 완화될 수 있다는 것을 경험 측면에서 표하고 있음을 통해 개인의 경제 조건이 일과 생활의 균형의 하나의 조건이라고 알 수 있다.
- 가정환경

가정환경이란 결혼하는지 여부에 따라 균형이 다르게 나타났고 자녀의 유무 자녀로 인한 육아 부담이 조건으로 작용하였다. 지원적인 배우자 역시 일과 생활의 균형의 한 조건이다. 결혼을 한 경우 '의견을 잘 따라주는 배우자'가 일과 생활의 균형 조건이 되기도 하고, 결혼을 하였는지 여부, 양육의 책임 등이 조건으로 언급되었으며, 일과 생활의 균형 조건에서 결혼과 육아부담이 논의 된 것은 주로 기혼 여성과 기혼 남성의 경우였다. 그러나 흥미로운 점은 주로 미혼 여성 집단에서 간접 경험을 통해 결혼을 하고, 육아에 책임이 생길 경우 현재와는 다르게 일과 생활의 균형을 어렵게 하는 조건으로 작용할 것이라고 하였다.
- 인간 관계

일을 아무리 잘해도 은퇴를 하고 주변에 사람이 없다면 그 관계는 일 때문에 만나온 것이지 본인이 주도적으로 이끈 관계가 아니라고 하였고, 계속해서 관계를 갖기 위해 노력하는 것이 중요하다고 하였다.
- 통제성

여기서의 통제는 시간 활용, 스트레스 관리, 통제 불가능한 상황, 일과 생활의 영역 분리 등을 포함한다. 개인이 주도적으로 살고자 하는 의지와 그에 반해 본인이 통제할 수 없는 상황에 직면하였을 때 혹은 상황이나 어떤 것에 대한 주도적 결정을 통한 통제를 할 수 없을 때 일과 생활의 균형을 느끼지 못하는 주된 요인으로 작용하였다.
이 중 시간 활용에 대한 통제를 보자면 조직 내 근로자가 기본적으로 지켜야하는 의무에는 '법정근로시간'의 준수가 포함된다. 유연 근무제가 도입되었다고는 하나, 공공기관에 근무하는 근로자의 통상적인 법정근로시간은 오전 9시부터 오후 6시까지이다. 근로기준법 상 근로자에게 근무시간 외 근로는 현실에서 너무 당연하게 경험하는 것들이다. 때로는 필요에 의해 시간 외 근무를 하기도 하지만, 조직으로부터 시간 외 근로를 강요받기도 하는 것은 엄연한 현실이다. 따라서 시간 활용이 일과 생활의 균형 조건의 근거로 작용하는 것이다.

### 사회적 환경
- 사회적 분위기

일에 몰두하는 사회분위기는 일에서의 성공, 성장을 중요시 하는 한국적 사회 분위기로 인해 일과 생활의 균형에 영향을 준다. 또한 여성과 남성에게 각각 다르게 기대되는 사회적 역할이나, 육아의 부담, 고정 관념 등 성별에 따라 다르게 적용되는 기준도 일과 생활의 균형에 영향을 준다.

### 조직 환경
- 조직 문화

조직 문화는 일과 생활의 균형에서 중요한 조건으로, 일과 생활을 지원하는 다양한 프로그램이 존재하여도 직장 내 조직문화나 조직 풍토가 이를 따라가지 못하면, 구성원들이 지원을 받기 어렵다는 결과에서 알 수 있듯이 일과 생활의 균형을 위한 필수 조건이다. 가족 친화적 조직 문화 직장과 가정이 갈등을 낮추어 주고, 일과 삶의 조화를 지원해주고자 하는 조직 문화 일수록 일과 삶의 조화 수준이 더 좋아진다는 연구 결과와 그 맥락을 같이 한다.
또 한가지 조건으로 조직 내 보이지 않는 강요가 있다. 조직 내 보이지 않는 강요는 조직 문화의 일면이라고도 볼 수 있으나, 구성원 중 다수가 원해도, 소수의 상급자에 의해 암묵적인 강요가 발생할 수 있다. 이러한 암묵적인 강요는 개인이 '눈치'를 볼 수 밖에 없는 상황을 만드는데, 예를 들어 정해진 퇴근 시간을 지키지 못하고 눈치를 보는 상황이나, '이렇게 해라'라는 규정은 없지만 암묵적으로 형성되는 강요가 이에 해당된다.
- 업무특성

업무 특성을 구성하는 개념은 공공기관 사무직 근로자들에게 볼 수 있는 업무 특성인 8시간 노동 시간과 업무 전문성이다.한국은 OECD 가입국을 기준으로 노동 시간이 가장 길고, 많은 사람들이 현재의 8시간 근로를 다소 길다고 느끼고 있다. 또한 업무에서의 전문성은 만족감으로 이어지어 스트레스 감소의 요인이 되는 것으로 보기도 하고, 현재의 직무와는 달리, 대체 불가능한 직무를 하게 되었을 때 본인이 주도적으로 일과 생활의 균형을 꾸려 나갈 수 있을 것이라고 보는 견해도 있었다.
- 직장 상사

직장 상사는 조직 내에서 함께 일하며 근로자에게 직접적으로 영향을 주는 것 뿐만 아니라 의사 결정권을 가진 사람으로 조직 내에서 작동한다. 조직의 관리자나 상사의 일과 생활의 균형에 대한 태도는 동료로부터의 지원보다 중요한 영향력을 행사하는데, 이유는 제도적 지원이 가능할 뿐만 아니라, '권력 자원'을 가지고 있기 때문이다.

### 제도적 지원
유연근무제와 어린이집, 학교 등의 적극적인 지원 등과 같은 제도적 지원이 일과 생활에 영향을 주는 조건이라는 연구 결과가 있다. 그러나 긍정적으로 조명되었던 '제도적 지원'을 기존의 조직 내에서 이루어지는 제도적인 지원의 대상이 주로 '아이를 가진 여성'을 한정되어 있어 다른 구성원이 상대적 박탈감을 느끼거나, 업무가 과중되는 현상이 나타나기도 한다.

### 개인적 특성
일과 생활의 균형을 위한 실천, 건강, 여가 및 취미활동은 적극적 실행력과 내면 상태로 구성된다. 개인의 감정은 일과 생활의 균형을 지원하는 제도가 있더라도 활용하지 못하는 개인의 불안 및 일과 생활이 균형 해야 한다는 심리인 압박감이 일과 생활의 균형을 좌우하는 감정의 변화로 나타나고 있다.또한,일과 생활의 균형 조건으로 개인이 삶의 역할에 할애하는 시간과 일과 생활의 균형에 대한 신념이나 개인이 가정을 중요시하는 가치를 가지는 것이 영향으로 작용한다. 이에 대한 실천 항목으로는 일과 생활의 균형을 위한 개인의 적극적 노력이 모여 장기적으로 미래의 조직 혹은 사회의 풍토가 될 수 있다는 점이 있다.

## 성별과 가족의 역할
일과 생활의 갈등은 성별에 따라 다르게 나타난다. 미국진보센터에 따르면, 일하는 엄마들의 90퍼센트와 일하는 아빠들의 95%가 일과 생활 간에 갈등이 나타난다고 한다. 그러나 성역할을 둘러싼 사회적 규범과 회사의 완벽한 근로자 견해 때문에 남녀가 일과 삶의 균형이 다르게 나타나고 있다. 회사는 직원들의 일과 삶의 균형을 맞추는 데 큰 역할을 한다. 일부 기업은 직원들이 일과 삶의 균형을 맞추는데에 도움이 되는 프로그램과 계획를 제공하기 위해 사전 대책을 마련했다.
일과 가족 간의 갈등은 "완벽한 근로자"라는 원형에서 벗어난 것으로 여겨져 악화될 수 있으며, 이는 관리인 역할이 조직에 전용되지 않았다는 인식으로 이어질 수 있다. 이것은 아이가 없는 여성들보다 워킹맘들에게 더 큰 영향을 미친다.
많은 사람들은 일과 삶의 갈등으로 인한 영향을 받는 부모들은 둘 중 한가지 일의 시간을 줄이거나, 또 다른 사람들은 그들이 가족 생활으로부터 벗어나거나 직장에서 더 많은 시간을 일한다고 하였다.  이것은 각 개인이 일과 생활의 갈등에 대해 다른 관점을 가지고 있다는 것을 의미한다.
케네사 연구소 (Kenexa Research Institute, KRI)의 조사에 따르면 남녀 근로자들이 일과 삶의 균형을 어떻게 인식하는지를 평가했고 여성들이 그들이 일과 삶의 책임의 균형을 이루도록 도우려는 회사의 노력을 어떻게 인식하는지에 있어 남성들보다 더 긍정적이라는 것을 발견했다.이 보고서는 KRI의 근로자 의견에 대한 연례 조사 인 WorkTrends를 통해 조사된 10,000명의 미국 근로자의 대표 샘플에서 추출한 데이터 분석을 기반으로 작성되었다. 그 결과, 과거에 여성들은 종종 직장에서의 경쟁 압력과 가정에서의 요구 때문에 일과 삶의 균형을 유지하는 것이 더 어렵다는 것을 알게 되었고, 일과 삶의 균형에 대한 여성들의 인식의 변화를 보여주었다.
"지난 20년 동안 여성의 노동 참여 증가와 늘어난 실업률 및 불완전한 고용률로 인해 남성의 절대 권력이 약화됨에 따라 남성의 부양자 역할이 급격히 감소하는 것을 목격하였다."라고 사회학자 Jiping Zuo이 말했다. 그녀는 계속해서 "여성들의 소득 파워 성장 및 직장에서의 헌신과 더불어 남성들의 사회적 유동성 불경기는 일부 가정을 여성에게 경제적으로 더 의존하게 만들었고, 그 결과, 남성 지배구조의 토대가 무너졌다."라고 말했다.
Pew 리서치 센터의 최근 연구에서,이것은 일하는 엄마, 아빠들의 절반이 완벽한 직장인과 동시에 부모가 되는 도전이라 믿고 있다고 보고했다. 일반적으로 말해서,남자들은 장시간 근무가 요구되는 재정적인 이득에 더 관심을 가지고 있으며, 여자들은 가정과 직장 사이에서 가정에 더 자주 있을 수 있도록 해주는 높은 유연성을 바라는 경향이 있다.

## 결과

### 스트레스
오하이오주 신시내티 소재 국립산업안전보건연구소(National Institute for Occupational Safety and Health) 응용심리 및 인간공학부 책임자인 Steven L. Sauter는 최근 연구에 따르면 "직장은 하나의 엄청난 스트레스의 요인이 되었다"라고 말했다. 베데스다 해군병원의 보건과학대학(Uniformed Services University of the Health Sciences) 임상심리학 교수인 마이클 푸어스타인은 "스트레스와 인간공학적 스트레스 요인의 결합으로 업무관련 신경계 질환의 증가를 보이고 있다"고 발표했다. 또한 내과 방문자의 75~90%가 스트레스 관련 원인이었고, 미국 스트레스 연구소에 따르면 이에 따라 추정되는 산업 비용은 연간 2천억~3천억 달러이다.
스트레스로 인한 문제들은 고용주들과 직원들 모두에게 주요한 우려가 되었고, 스트레스의 증상은 생리학적으로나 심리적으로 모두 나타난다. 지속적인 스트레스는 심혈관 질환, 성적인 건강 문제, 약한 면역 체계, 잦은 두통, 근육통 또는 요통을 초래할 수 있으며, 대처 능력 부족, 과민성, 거슬림, 불안정성, 피로 및 집중력 저하로 이어질 수 있다. 스트레스는 또한 폭식, 흡연, 그리고 알코올 소비를 초래하고 지속시킬 수 있다.
단순히 성실한 근무가 더 이상 중요하지 않다는 것은 많은 미국인 근로자들에게 인정되고 있다. 이에 앞서 나가기 위해 일주일에 70시간 일하는 새로운 기준이 생겼다. 얼마 있지 않은 시간을 종종 인간관계, 아이들, 잠으로 분배하며, 지난 20년 간 근무시간의 증가는 가족, 친구 그리고 주민들과 보내는 시간이 줄어드는 뿐만 아니라 그들이 개인적, 정신적으로 즐기고 성장할 수 있는 활동들을 막는다는 것을 의미한다.
미국 국민 생명 보험 회사가 실시한 조사에 따르면, 미국 직원 10명 중 4명이 자신들의 직업이 "매우" 또는 "극도로" 스트레스를 받는다고 말한다. 스트레스를 많이 받는 직업을 가진 사람들은 스트레스와 관련된 의학적 질환을 겪을 가능성이 다른 사람들보다 세 배 더 높고, 직장을 그만 둘 가능성이 두 배 높다.
Work-Family Spillover와 Daily Reports of Work and Family Stress in the Adult Labor Force 두 연구에서 연구자들은 직장에서부터 가정으로의 부정적인 여파가 증가하면서 가족 내에서 스트레스 보고 가능성이 74%만큼 증가했고, 가족으로부터 직장까지의 부정적인 여파로 인한 직장에서 느끼는 스트레스 증가는 47%라는 것을 발견하였다. Shepherd-Banigan, Basu, Booth & Harris (2016)는 스트레스가 어떻게 부모들에게 극도로 부정적인 영향을 미칠 수 있는지에 대한 연구를 수행하는데, 이들은 새로운 일정의 균형을 맞추려고 노력하고, 추가적인 책임을 다하지만, 유연성과 도움이 부족하기 때문에 스트레스만 증가하여, 잠재적으로 우울증을 일으킬 수 있다고 하였다.
정신 분석가는 포스트모던 사회에서 살아가는 지배적인 태도의 불확실성을 진단했다. 사회가 개인에게 가하는 압박은 그들에게 불확실한 태도를 갖게 할 수 있다. 이것은 실패에 대한 불확실성으로, 삶은 모든 영역에서 인정받기 위한 욕구를 성취하기 위해서가 아니라, 그들 자신의 한계에 대한 두려움이다. 현대 사회에서 경쟁은 다양한 환경에서 나타난다. 예를 들어, 외모, 직업, 아이들의 교육은 미디어가 추구하는 이상과 비교된다. 완벽에 대한 생각은 모든 평범한 것에 대한 뿌리 깊은 혐오감 때문에, 완벽함에 대한 병적인 추구가 된다. 직업, 동업자, 아이들, 그리고 그들 스스로로부터 더 많은 것들을 원하는 사람들은 어느날 극도한 피로를 느낄 수 있다. 그 후 완벽이 존재하지 않는다는 인식을 가지게 된다. 현재까지 이런 피로는 인정된 질병이 아니다. 또한 극도한 피로가 완벽을 추구하는 열정적인 사람들에게 영향을 미친다는 사실이 알려졌는데, 이 상태는 정신 질환으로 여겨지지 않고 수많은 병가로 이어질 수 있는 심각한 피로일 뿐이다.

### 직무스트레스
현대인이 경험하는 질병의 50∼80%가 스트레스에 의한 것으로 추정되고 있는데, 특히 세균성을 제외하면 전체 질병의 80%가 스트레스와 관련되어 있다고 한다. 따라서 스트레스를 느끼는 개인은 다양한 신체적 또는 심리적 반응을 경험하게 된다. 그리고 스트레스의 원인이 다양한 만큼 스트레스 반응 또한 매우 다양한 형태의 심리적, 신체적 반응을 통해 나타나게 된다. 반응은 사람의 성격, 상황, 스트레스 요인을 경험하는 기간, 스트레스의 강도 에 따라 다르게 나타난다. 이러한 반응들로 인해 개인은 물론 직장, 가정에게까지 부정적인 영향을 미치게 된다. 즉, 직장에서의 생산성 및 직무만족에 부정적 영향을 주게 되며, 또한 가정에서의 가족과의 친밀함에도 부정적 영향을 미칠 수 있다.
- 조직차원

조직에서 스트레스를 잘못 관리하였을 경우 지각, 결근, 파업, 이직 등 비참여와 관련된 행동이 나타날 수 있다. 결근은 여러 가지 다양한 조건에 의해 일어나지만 심리적 건강이 좋지 않을 때 주로 나타나며, 공장 근로자가 1회 결근할 경우, 그 회사에는 55달러의 손실이 초래 되고, 은행의 관리는 218달러의 경제적 손실을 입게된다. 그리고 직무 스트레스의 정도는 근로자의 결근 빈도 및 회수와 정적인 상관관계가 있는 것으로 나타났으며, 이러한 지속적 결근은 이직으로 전환되는 것으로 나타났다. 직무를 수행하는데 있어 스트레스로 인하여 사고, 기계고장, 자재낭비, 산출의 양 및 질 등에 문제가 일어날 수도 있다. 즉, 스트레스 정도가 높아지면 일정 시점까지는 같이 직무의 수행실적이 증가하지만, 일정 시점 이후에는 스트레스 정도가 높아지면 직무 수행실적이 오히려 감소하는 역U형 가설이 일반적으로 받아들여지고 있다. 이것 외에도 스트레스 피해에 대한 책임보상을 하여야 할 경우도 생길 수 있다. 위의 직접비용 요소 외에도 사기 저하, 동기 저하, 직무 불만족 등 활력의 상실을 경험하게 된다. 그리고 종업원 간의 접촉빈도의 하락, 정보 왜곡 등 의사소통의 비효율 또한 경험하게 된다. 이러한 의사소통의 약화는 역할갈등을 제거하거나 감소시키려고 노력하는 과정에서 더욱 현저하게 나타나고 있다. 스트레스로 인하여 발생할 수 있는 간접비용 요소에는 이 외에도 불신, 경멸, 증오 등 작업분위기를 저하 시킬 수 있다.
- 개인차원

직장 내에서 계속적으로 경험하게 되는 스트레스는 개인에게 심장병, 정신병, 순환기 질환 등의 질병을 초래할 수 있으며, 근로자는 학습에 대한 무력감을 겪을 수 있다. 근로자가 학습에 대한 무력감을 겪게 되면 이 근로자는 자기가 어떤 일을 할 능력이 있어도 그것을 하지 않게 된다. 또한 근로자들은 스트레스로 인하여 가족 불화, 부부 갈등, 자녀와의 갈등, 가족 친밀도 저하 등의 근로자 가족에게까지 부정적 영향을 미칠 수 있다. .

## 다양성

### 성별
기업 정책에서 가족 지침과 합의 사항을 이행할 때 성별에 관한 다양성은 종종 간과된다. 이러한 정책들을 수립할 때 성적인 소수자들은 종종 간과되는데, 결과적으로 동성애자, 양성애자, 트랜스젠더(LGBT) 배경을 가진 부부나 개인으로 구성된 예전과는 다른 가정의 요구는 충족되지 않는다. 국제적인 수준의 다양성과 포용성을 관리하는데 있어서 성적 오명과 편견이 존재하며, 일련의 정황적, 사회적 요인들이 성 소수 근로자들에게 주어지는 관심의 부족을 나타낸다.  그 결과, 이들 직원은 배제, 무시 및 격리될 수 있으며, 이는 일과 생활의 균형에 부정적인 영향을 미친다.
LGBT가 지원하는 기업 정책이 직장에서 보다 폭넓은 환경을 제공한다는 몇 가지 국제적 연구 결과가 나왔다. 그 결과, 이는 직원 및 전반적인 회사 실적에 이익을 가져오고,  LGBT 지원 정책과 생산성 향상과 같은 비즈니스 관련 결과 사이에는 긍정적인 관계가 있다. 직원들 간의 차별적 행동 감소, 직무 만족도 향상 및 직원 참여는 경제적 수익 증가와 관련이 있다.
그러나, 이러한 종류의 포괄적 정책에 대한 개별적 경험은 다른데, 이는 평등과 다양성 정책 사이에 "이행적 차이"가 있을 수 있고, 부문, 작업 공간, 심지어 조직 건물 내에서도 행할 수 있기 때문이다.
또한 거시경제적 수준에서, 성적인 소수자의 포괄적이고 다양한 작업 환경을 보장하기 위해 개조되고 발전시킨 건강 증진과 공중 보건 정책은 건강의 사회적 결정요인을 대상으로 하고 있으며, 국민 건강의 증가와 공공 의료 시스템의 전반적인 비용 감소로 이어진다.

### 종교
종교와 영성은 직장에서의 다양성의 일부로써 일과 삶의 균형에 중요한 역할을 하고 있으며, 종교 수용 문제가 논란이 되는 논쟁을 야기하는 경우가 많기 때문에, 종교와 영성은 다양성 관리에 있어 핵심 쟁점이다.
직원의 종교적 신념은 종종 그들의 윤리적 신념과 관련이 있으며, 자아 정체성과 사우디아라비아 또는 이스라엘의 종교 기반 사회에서 중요한 역할은 정부 법률과 조직 정책에 특별한 조항으로 종교적 합의를 마련한다. 또한 어떤 조직은 직원들이 계약 기간 동안 종교 활동에 시간을 쓰는 것을 허락한다. 종교적 다양성에 대해 잘못된 관리로 근로자들이 종교적 정체성과 직업 사이에서 선택하도록 강요받았다면, 근로자들의 성과에 영향을 끼칠 수 있으며, 이것은 또한 그들이 조직과 분리되었다고 생각하는 것으로 이어질 수 있다. 따라서, 종교적 다양성은 직원의 만족스러운 일과 삶의 균형을 보장하기 위해 필수적이다. 1964년 The American Title VII of the Civil Rights Act에 '회사들은 합리적인 종교적 합의를 제공할 의무가 있다'고 명시되어 있다.

## 나라별

### 미국
하버드 대학과 토론토 대학 연구원들이 실시한 새로운 연구에 따르면, 출산 휴가, 병가 지급, 모유수유 지원 등과 같은 가족 중심의 직장 정책에 있어서 미국은 다른 선진국들에 뒤쳐져 있다. 하버드대 글로벌 워킹 패밀리 프로젝트 설립자이자 McGill의 보건 사회 정책 연구소 소장인 Jody Heyman은 "더 많은 나라들이 수백만 명의 미국인들이 꿈꿀 수 있는 직장 보호를 제공하고 있다. 미국은 직장에서 동등한 기회를 제공하는 법을 채택하는 데 있어서 자랑스러운 선두였지만, 우리의 업무/가족 보호는 최악이다."라고 말했다.
이러한 관찰은 오늘날 많은 미국인들에 의해 퍼지고 있고 많은 전문가들은 현재의 풍조를 나타내는 것으로 여겨지고 있다. 미국 노동부는 근로자들에게 가족이나 응급상황에 대처하기 위해 무급휴가를 주는 규정을 검토하고 있다 (일부 기업의 요구에 따라 FMLA 지지자들이 우려하는 것은 이러한 보호를 축소하기 위한 시작일 수 있다). 코네티컷 주의 크리스 도드 상원의원은 근로자들이 6주간의 유급 휴가를 받을 수 있도록 하는 법안을 제안했다. 의회는 또한 15명 이상의 직원이 있는 고용주에게 연간 7일의 유급 병가를 제공하도록 요구하는 법안인 건강한 가족법을 재고할 것으로 예상된다.
최소 107개국이 일하는 여성들의 모유수유 권리를 보호하고, 그들 중 적어도 73개국은 여성들이 보수를 받는다. 미국은 엄마들이 직장에서 아기에게 모유를 수유할 권리를 보장하는 연방법을 가지고 있지 않지만 24개 주, 컬럼비아와 푸에르토리코 지역은 직장에서 모유 수유와 관련된 법을 가지고 있다.
최소 134개국은 주당 근로시간의 최대 기간을 정하는 법을 가지고 있다. 미국은 주당 최대 근무시간을 가지고 있지 않으며, 매주 근로자가 근무해야 하는 시간외 근무량에 제한을 두지 않는다. 조사에 따르면 스웨덴, 덴마크 및 노르웨이는 가장 높은 수준의 출산수당을 가지고 있는데, 스웨덴은 68주의 유급 출산휴가를 제공하고 노르웨이에서는 56주의 유급 출산휴가를 제공하며 덴마크는 52주의 휴가를 제공한다.
심지어 일부 미국 회사에서 휴가 기간이 제공되더라도,이를 활용하지 않으려고 한다. Management Recruiter International이 실시한 2003년 설문 조사에 따르면 조사 대상 임원 중 50%가 휴가를 낼 계획이 없다고 한다. 그들은 직장에 머물면서 늘어난 업무량을 해결하기 위해 휴가 기간을 사용하기로 결정했다. 최근 2018년에 진행한 프로젝트 연구: Time Off에 따르면 직원의 52%가 2017년 말에 사용하지 않은 휴가가 있었는데, 이는 7억 5백만일의 미사용 휴가일수에 해당한다.
미국 근로자들은 법적으로 유급 휴가를 받을 권리가 없지만, 대부분의 고용주들은 국경일에 10일 동안 쉴 것이다. 이것은 전세계에서 가장 적은 유급 휴가 중 하나로, 브라질은 총 41일의 유급휴가가 있고 호주는 38일의 휴가가 있다.
일부 미국 기업들은 직원들의 업무 효율을 높이기 위해 직장에서의 시간과 그들이 삶에서 경험하고 있는 다양한 스트레스 요인을 개선해야 한다는 것을 깨닫기 시작하여 여러 회사가 직원들의 업무 만족도를 크게 높이기 위해 계획을 펴 왔다. 3M과 같은 회사들은 바쁜 스케줄로 직원들을 돕기 위해 회사에 무료 스트레스 관리 코치를 도입했고, Google, Facebook, Sales Force는 회사에서 신체적으로 활동할 수 있는 영역을 배치하고 직원들에게 무료 음식과 간식을 제공하였다. 이러한 회사들은 병가와 모성 휴가에 대한 혜택 면에서 최고이다. 이러한 비즈니스 구조는 미국 전역에서 정부가 표준을 개선하도록 강요할 수 있는 모델이였다.이러한 회사들은 병가와 출산 휴가에 대한 혜택 면에서 최고이고, 이러한 비즈니스 구조는 미국 전역에서 정부가 기준을 개선하도록 밀고 나갈 수 있는 본보기이다.

### 유럽 연합
유럽연합은 일과 삶의 균형에 관한 다양한 계획을 추진하며 회원국들이 가족 친화적인 정책을 시행하도록 장려하고 있다. 유럽은 최대 48시간 근무제를 시행하고 있는데,많은 나라들이 더 적은 시간 근무제를 시행하고 있다. 프랑스는 주 35시간 근무제를 도입했고, 스칸디나비아 국가들과는 다르게 프랑스, 포르투갈 또는 영국에서 남성들이 더 많은 가정 업무를 수행하도록 절대적으로 장려하는 국가 정책은 없다. 2007년에 실시한 유럽 삶의 질 조사는 동유럽의 국가들이 일과 삶의 균형에 가장 흔한 문제를 가지고 있다는 것을 발견했는데, 크로아티아와 그리스에서 직장인의 70% 이상이 일 때문에 적어도 한 달에 몇 번은 집안일을 하는 것이 너무 피곤하다고 말한다.
영국에서는 6세 이하의 자녀의 부모들이 좀 더 유연한 근무 일정을 요청할 수 있도록 허용하는 법안이 통과되었다. 회사는 사업에 피해를 주지 않는 한 이 요청을 승인해야 할 것이며, 2003년 영국의 졸업생들을 대상으로 한 조사에 따르면 졸업생들은 임금보다 유연성을 더 중시한다고 한다.
제레미 레이놀드에 따르면, 노동조합은 이익, 급여, 훈련, 안전 조치 및 근무 시간의 비용과 이익에 영향을 미치는 추가 요소를 위해 진정 또는 탄원 활동을 할 수 있다. 또한 연합은 그들의 노력을 통해 일, 주, 연 근무의 시간을 바꾸고, 휴가를 늘려 시간의 부조화에 더욱 직접적인 영향을 미칠 수 있다. 노조가 강한 국가의 근로자는 노조가 약한 나라보다 근무 시간이 적고 휴가 정책이 더 관대한 것도 이 때문이다. 이는 문화적 요소들이 우리가 왜 그리고 얼마나 많이 일하는가에 영향을 미친다는 것을 말하는 것에서 대단히 중요하다.

### 대한민국
대한민국에서는 각 단어의 영어 앞 글자를 딴 ‘워라밸’이 주로 사용된다.
워라밸은 연봉에 상관없이 높은 업무 강도에 시달리거나, 퇴근 후 SNS로 하는 업무 지시, 잦은 야근 등으로 개인적인 삶이 없어진 현대사회에서 직장이나 직업을 선택할 때 고려하는 중요한 요소 중 하나로 떠오르고 있다.

## 같이 보기
- 다운시프트족
- 주4일근무제
- 여가
- 마르크스주의 소외론
- 소외
- 일중독증